# 김진희 (기자)
김진희(1975년 ~ )는 대한민국의 KBS 소속 기자, 앵커이다. 2000년 7월 공채 26기 기자로 입사해 경제부, 문화부, 사회부 등을 거쳤다.

## 경력
- 2000년 7월 : KBS 26기 공채 기자

## 진행
- 2006년 : KBS1 《KBS 뉴스광장》